# Akihito Tokunaga
Akihito Tokunaga (徳永 暁人 Tokunaga Akihito?,  Yokohama, Japón; 22 de septiembre de 1971) es un músico, compositor y arreglista japonés. Es el bajista, pero también es el encargado de arreglar las composiciones musicales en el actual grupo Doa.
Durante la gira SURVIVE en 1999 se unió a B'z como bajista colaborador y los ayudó a trabajar en sus álbumes "Green", "Big Machine" y "The Circle", en los que añadió sus partes de bajo y ayudó a trabajar con la edición de varias de las canciones. Un año antes de esto, formó parte de los arreglos del concierto instrumental de Tak Matsumoto junto a la Orquesta Filarmónica de Tokio.
Además de eso, participó en los arreglos de algunas canciones de a ZARD. También fue uno de los vocalistas de fondo de la carrera en solitario de Koshi Inaba.
También fue vocalista de la canción Dan Dan Kokoro Hikareteku (DAN DAN 心魅かれてく) como Opening para Dragon Ball GT escrita por Izumi Sakai y Tetsuro Oda el 11 de marzo de 1996, y en donde sustituyó al jubilado Shunsuke Kikuchi quien había compuesto la música de Dragon Ball y Dragon Ball Z. Tokunaga no participaría en Dragon Ball Z Kai, donde fue reemplazado por Kenji Yamamoto.

## Lista de canciones
- 1996 DAN DAN 心魅かれてく
DAN DAN Kokoro Hikarete ’ku/Gradually, You’re Charming My Heart
- 1996 Dear Old Days
- 1996 DAN DAN 心魅かれてく
DAN DAN Kokoro Hikarete ’ku (Karaoke)/Gradually, You’re Charming My Heart (Karaoke)
- 2003 B'z「B'z LIVE-GYM The Final Pleasure "IT'S SHOWTIME!!"」
- 2003 9月20日、21日 B'z「B'z LIVE-GYM The Final Pleasure "IT'S SHOWTIME!!" in 渚園」
- 2004 稲葉浩志「稲葉浩志 LIVE 2004 ～en～」
- 2005 B'z「B'z LIVE-GYM 2005 "CIRCLE OF ROCK" 」
- 2006 B'z「B'z LIVE-GYM 2006 "MONSTER'S GARAGE" 」
- 2007 ZARD「What a beautiful memory Tour」
- 2008 ZARD「What a beautiful memory Tour 2008」にて、サポートメンバー